# Campeonato Europeo de Judo de 1976
El XXIV Campeonato Europeo de Judo se celebró en dos sedes distintas: el campeonato masculino en Kiev (URSS) entre el 7 y el 9 de mayo y el femenino en Viena (Austria) entre el 11 y el 12 de diciembre de 1976 bajo la organización de la Unión Europea de Judo (EJU).

## Medallistas

### Masculino
| Evento            | Oro                      | Plata                         | Bronce                                                 |
| ----------------- | ------------------------ | ----------------------------- | ------------------------------------------------------ |
| –63 kg            | József Tuncsik · Hungría | Oleg Zurabiani URSS           | Michel Algisi Francia Yves Delvingt Francia            |
| –70 kg            | Valeri Dvoinikov URSS    | Dietmar Hötger RDA            | Marian Talaj · Polonia · Aristotel Spirov · URSS       |
| –80 kg            | Jean-Paul Coche Francia  | Adam Adamczyk · Polonia       | Antoni Reiter · Polonia · Detlef Ultsch · RDA          |
| –93 kg            | Tenguiz Jubuluri URSS    | Robert Van de Walle · Bélgica | Arthur Schnabel RFA Goran Žuvela Yugoslavia            |
| +93 kg            | Serguei Novikov URSS     | Guivi Onashvili URSS          | Momir Lucić · Yugoslavia · Mihály Petrovszky · Hungría |
| Categoría abierta | Avel Kazachenkov URSS    | Vladimír Novák Checoslovaquia | Radomir Kovačević Yugoslavia Dzhibilo Nizharadze URSS  |

### Femenino
| Evento            | Oro                       | Plata                        | Bronce                                                    |
| ----------------- | ------------------------- | ---------------------------- | --------------------------------------------------------- |
| –48 kg            | Jane Bridge Reino Unido   | Emilia Davico · Italia       | Eva Hillesheim RFA Josiane Tripet Francia                 |
| –52 kg            | Edith Hrovat · Austria    | Gerda Winklbauer · Austria   | Hennie Matteman · Países Bajos · Andrée Dayez · Francia   |
| –56 kg            | Sigrid Happ RFA           | Sacramento Moyano España     | Sylviane Trucios · Francia · Franka Luzzi · Italia        |
| –61 kg            | Martine Rottier Francia   | Marina Angelović Yugoslavia  | Marie-France Mill · Bélgica · Andrea Hilger-Solbach · RFA |
| –66 kg            | Paulette Fouillet Francia | Jocelyne Triadou Francia     | Gabriele Czerwinski · RFA · Laura Di Toma · Italia        |
| –72 kg            | Cathérine Pierre Francia  | Marianne Promegger · Austria | Noella Jodogne · Bélgica · Judith Salzmann · Suiza        |
| +72 kg            | Christiane Kieburg RFA    | Ellen Cobb Reino Unido       | Margherita De Cal · Italia · Giovanna Parenti · Italia    |
| Categoría abierta | Laura Di Toma · Italia    | Carina Thomas · Países Bajos | Christiane Kieburg RFA Cathérine Pierre Francia           |

## Medallero
| Núm. | País           | Oro | Plata | Bronce | Total |
| ---- | -------------- | --- | ----- | ------ | ----- |
| 1    | URSS           | 4   | 2     | 2      | 8     |
| 2    | Francia        | 4   | 1     | 6      | 11    |
| 3    | RFA            | 2   | 0     | 5      | 7     |
| 4    | Austria        | 1   | 2     | 0      | 3     |
| 5    | Italia         | 1   | 1     | 4      | 6     |
| 6    | Reino Unido    | 1   | 1     | 0      | 2     |
| 7    | Hungría        | 1   | 0     | 1      | 2     |
| 8    | Yugoslavia     | 0   | 1     | 3      | 4     |
| 9    | Bélgica        | 0   | 1     | 2      | 3     |
| 9    | Polonia        | 0   | 1     | 2      | 3     |
| 11   | RDA            | 0   | 1     | 1      | 2     |
| 11   | Países Bajos   | 0   | 1     | 1      | 2     |
| 13   | Checoslovaquia | 0   | 1     | 0      | 1     |
| 13   | España         | 0   | 1     | 0      | 1     |
| 15   | Suiza          | 0   | 0     | 1      | 1     |
|      | TOTAL          | 14  | 14    | 28     | 56    |